# الغيرة القاتلة (فلم)

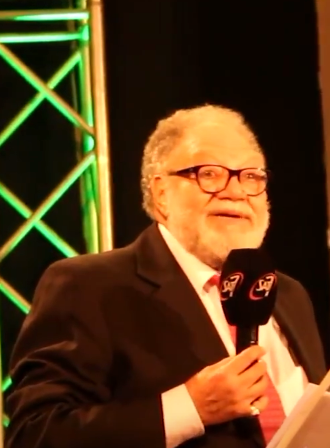
يحيى الفخراني في دور مخلص

## قصة الفيلم
عمر ومخلص صديقان منذ الطفولة، لكن مخلص يشعر دوما أن عمر متفوق عليه، لذا فهو حانق وغيور، يدخل عمر في مشروع استثمارى يقوم صديقه الثرى سامى بتمويله، يتقابل عمر مع دينا زميلة الجامعة، توافق الأم على زواجابنتها من عمر فهو متفوق في عمله. يشرك عمر صديقه مخلص معه في مشروعه الاقتصادى الجديد. يسافر العروسان إلى الإسكندرية ومعهما سامى وزوجته ومخلص وزوجته عصمت، يشعر مخلص بالغيرة من عمر وينجح في إيهامه أن دينا على علاقة بسامى، ويضع أمامه أدلة عديدة غير ملموسة، منها منديل أعطاها إياه، وجده في بيت سامى، تدب الغيرة في قلب الزوج، يقرر عمر قتل زوجته لكن سامى يتمكن من إنقاذها، وتتضح الحقيقة عندما يحاول مخلص الهرب ويعترف لعمر بجريمته فيعتذر لزوجته، وتنفسخ العلاقة للأبد بين مخلص وصديقه عمر (انظر المعلمة)..
- فيلم الغيرة القاتلة مقتبس عن العمل الأدبي عطيل لشكسبير

## وصلات خارجية
- الغيرة القاتلة على موقع الدهليز
- الغيرة القاتلة على موقع قاعدة بيانات الأفلام العربية